# 王耒
王耒（1880年—1956年12月23日），字耕木，浙江杭县人，清朝及中华民国政治人物。

## 生平
王耒生于1880年农历正月二十四日，是清朝举人，毕业于日本法政大学。历任清朝刑部主事、法部主事，京师地方审判厅推事、厅长，云南法政学堂监督，云南高等审判厅厅丞。
中华民国成立后，他历任中央司法会议浙江代表，江苏都督府秘书，1914年3月任奉天北路观察使，1914年6月任奉天省洮昌道道尹。他还曾担任平政院评事。1917年12月任全国烟酒事务处处长。1920年8月至1923年3月任国务院法制局局长。1922年11月兼署國务院秘书长。1924年12月，任内务部次长，并任国民代表会议筹备处评议员。1926年2月，任国务院首席参议。
自1928年中央政府改为南京国民政府后，王耒即脱离政治，专心读书。曾参加稊园诗社、蛰园诗社。1956年11月获聘为中央文史研究馆馆员。
1956年12月23日，王耒逝世，享年76岁。

## 著作
- 洮河防导计画书
- 耻无耻室诗词稿[2]